# Atomolecola
L'atomolecola è qualsiasi aggregato esotico della materia che ha caratteristiche sia di un atomo che di una molecola.
Un esempio è l'atomolecola pHe+ che può essere considerato sia come un atomo di elio esotico, nel quale un elettrone è rimpiazzato da un antiprotone, come un atomo di idrogeno esotico essendo pHe+ una sorta di pseudoprotone, attorno alla quale ruota un unico elettrone, sia come una molecola esotica a due nuclei, nella quale un nucleo ha carica +2 e l'altro ha carica −1. La nube elettronica impedisce il collasso immediato dell'atomolecola ed è questa la sua straordinaria qualità: una vita media relativamente lunga che permette di studiarne meglio le proprietà.
Le prime osservazioni sperimentali di queste atomolecole vennero effettuate nel 1989 con il kaone− e nel 1991 con antiprotoni in elio liquido dal laboratorio Kō Enerugī Kasokuki Kenkyū Kikō (KEK) in Giappone. I dati furono confermati successivamente all'acceleratore LEAR del CERN.